# 魏堂
魏堂（？—？），字汝高，湖廣承天府奉祠所籍，襄陽縣人，明朝政治人物。

## 生平
嘉靖十年（1531年）辛卯科湖廣鄉試第三十名舉人。嘉靖三十二年（1553年）中式癸丑科會試第八十八名，三甲第二百三十六名進士。礼部观政，授浙江萧山知县，升南户部主事。

## 家族
曾祖魏琳；祖父魏旻；父魏漢，母趙氏。兄魏欽、魏釗、弟魏锦、魏鉞。